# Státní archiv v Osijeku

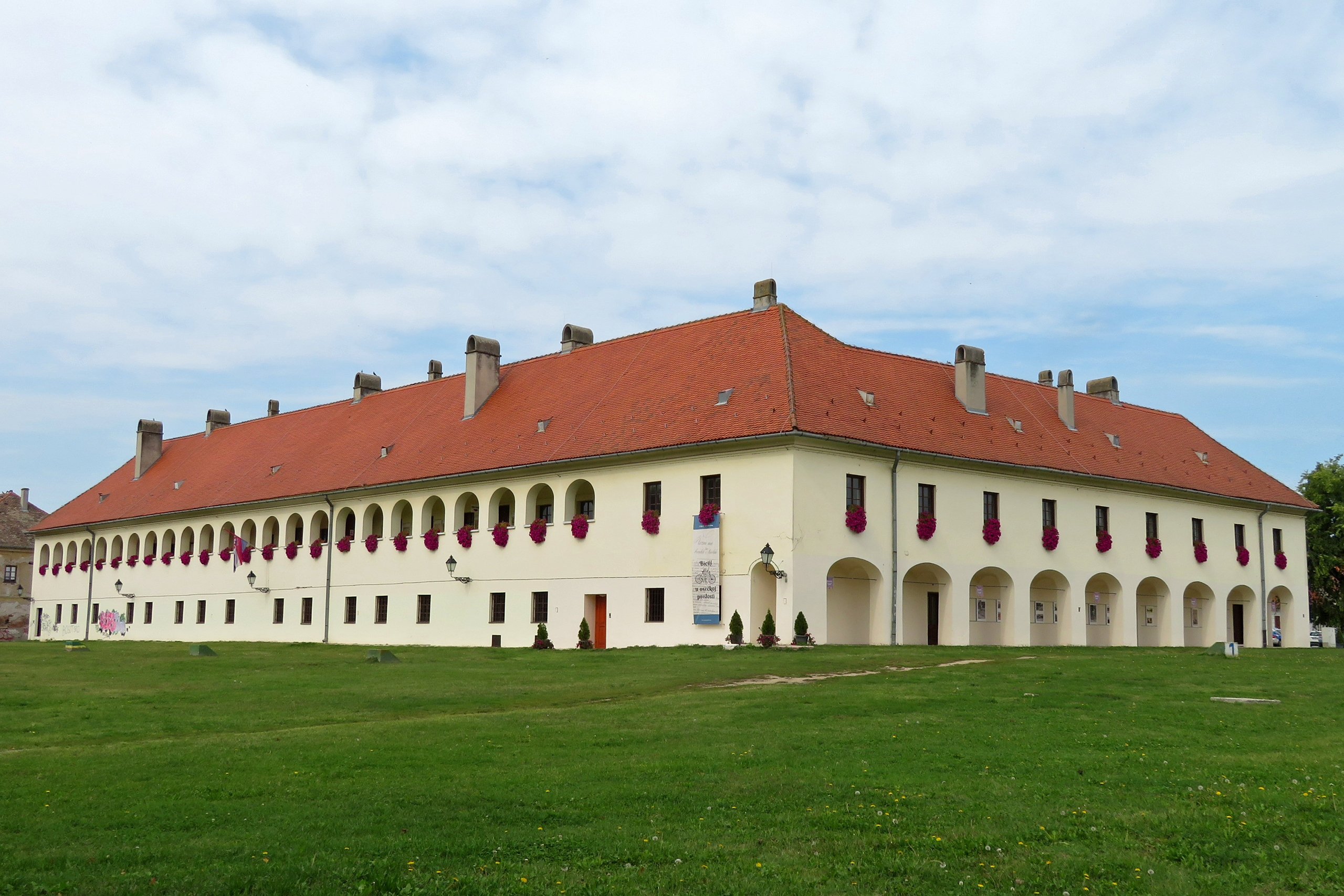
Sídlo instituce.

Státní archiv v Osijeku (chorvatsky Državni arhiv u Osijeku) se nachází v uvedeném městě. Sídlí v barokní pevnosti Tvrđa, u jedné ze vstupních bran. Jeho adresa je Kamila Firingera 1.

## Historie
Až do konce 17. století bylo vlivem tureckých výbojů zanecháno jen velmi málo písemných dokumentů o historii Slavonie a Srijemu. Většina původních dokumentů byla zničena nebo se nezachovala. Alespoň nějaká práce na systematické archivaci byla zahájena po odchodu Turků. Statut města Osijeka z roku 1698 v článku 15 nařizoval, že písemnosti města musí být schraňovány na bezpečném místě.
V roce 1809 získal Osijek titul svobodného a královského města a po vzoru ostatních takových sídel v Habsburské monarchii proto zřídil vlastní archiv a archiváře, jehož úkolem bylo schraňovat spisy, které samospráva postupně vytvářela. Instituce později získala příslušnost i pro dokumenty církevní povahy, šlechtické a další. Archiv byl příslušný pro celou širší obec (chorvatsky veliki kotar), která zasahovala na území třech současných chorvatských žup.
Po roce 1945 byl archiv podřízen záhřebskému a umístěn do budovy na Kuhačevě ulici č. 27 v pevnosti Tvrđa. Samostatnou institucí se stal opět rozhodnutím osijeckého Národního výboru ze dne 21. února 1956. S účinností od 1. ledna 1957 toto rozhodnutí potvrdil i chorvatský Sabor. V roce 1957 byl při tomto archivu zřízen i archiv pro Svaz komunistů, roku 1962 byl začleněn pod tehdejší Historický archiv v Osijeku.
Vzhledem k tomu, že množství schraňovaných písemností začalo přerůstat možnosti původního objektu, rozhodlo Zastupitelstvo města Osijeku v roce 1971 o přemístění archivu do budovy bývalé kasárny na ulici K. Firingera, kde sídlí instituce do současnosti. Přestěhování do nových prostor bylo dokončeno v roce 1975.
Během chorvatské války za nezávislost byl archiv těžce poškozen, ale objekt byl rychle obnoven. V roce 1993 byl rozhodnutím chorvatského ministerstva kultury přejmenován na Historický archiv, stejně jako všechny obdobné instituce na chorvatském území. Současný název má od roku 1998. Po téměř 20 letech od přestěhování nicméně i tak prostory instituce nedostačují a proto vypomáhá Sběrné centrum ve Virovitici. V roce 2009 byly založeny archivy ve Vukovaru a Virovitici.